# 科龙迪·毛尔吉特
科龙迪·毛尔吉特（匈牙利語：Korondi Margit，1932年6月24日—2022年3月6日），匈牙利女子竞技体操运动员。她曾代表匈牙利在奥林匹克运动会体操比赛中获得2枚金牌、2枚银牌和4枚铜牌。